# Sardis (Kentucky)
Sardis é uma cidade localizada no estado americano de Kentucky, no Condado de Mason.

## Demografia
Segundo o censo americano de 2000, a sua população era de 149 habitantes.
Em 2006, foi estimada uma população de 152, um aumento de 3 (2.0%).

## Geografia
De acordo com o United States Census Bureau tem uma área de
1,3 km², dos quais 1,3 km² cobertos por terra e 0,0 km² cobertos por água. Sardis localiza-se a aproximadamente 280 m acima do nível do mar.

## Localidades na vizinhança
O diagrama seguinte representa as localidades num raio de 20 km ao redor de Sardis.